# Hasan Rebac
Hasan Rebac (12. prosince 1890 Mostar, Bosna a Hercegovina – 4. srpna 1953 Bělehrad, Federativní lidová republika Jugoslávie) byl bosenskohercegovský politik, publicista a úředník bosňáckého původu.

## Život
Jeho otec byl Muhamed Rebac byl učitelem v islámské základní škole, mektebu, a později vojenským imámem. V rodném Mostaru Hasan vystudoval mekteb a ruždii, islámské základní školy, a poté vyšší gymnázium. Maturitní zkoušku vykonal roku 1911. Během mladických let přijal za svou jihoslovanskou myšlenku, která v sobě zahrnovala rozpad Rakouska-Uherska a integraci všech Jihoslovanů v jediném státě. V tomto směru svá očekávání upínal k Srbsku jako zamýšlenému Piemontu národně se integrujících Jihoslovanů.
Po dokončení střední školy se zapsal na Filozofickou fakultu Univerzity v Bělehradě. Zde se pohyboval v kruhu jihoslovansky smýšlejících srbských intelektuálů Jovana Cvijiće a Jovana Skerliće. Roku 1912, kdy vypukla první balkánská válka, se přidal k srbským dobrovolníkům, komitům vojvody Vojina Popoviće, a bojoval v Makedonii proti osmanským vojskům. V bitvě o obec Mlado Nagoričane byl raněn a jistý čas strávil v nemocnici. Po vyléčení se vypravil do Vídně, aby zde pokračoval ve studiu a trvale ošetřil zraněné ucho. V rakouské metropoli se přidal ke kruhu aktivistických studentů, kteří ostře vystupovali proti habsburské vládě na Balkáně. Za své postoje byl vyloučen z univerzity a ve vzdělávání dále pokračoval v Berlíně. Po roce se vrátil do Vídně, kde chtěl pokračovat ve studii a v aktivistické činnosti, ale ještě než se v hlavním městě stačil zorientovat, vypukla Veliká válka a on se vydal do Srbska.
V první světové válce bojoval na straně Srbska na užické frontě, ale pro fyzické vyčerpání byl zbaven vojenské povinnosti a dále působil v týle vojska, zejména v Makedonii. Jistý čas též vyučoval v gymnáziu v Ochridu. Po porážce Srbska roku 1915 se společně s částí vojska z Ochridu evakuoval do Soluně. Poté byl jako doprovod výpravy srbských dětí poslán do Francie. V městě Annecy pracoval jako učitel dětí vysídlenců. Na konci školního roku 1915/1916 byl srbskou vládou vyslán na studia islámských věd do Paříže. Zde se 13. září 1916 zapsal na Sorbonnu, konkrétně na Národní školu živých orientálních jazyků (École nationale des langues orientales vivantes). Promoval v únoru 1918 a následně byl pozván na ostrov Korfu, kde sídlila srbská prozatímní vláda.
Po dvouměsíčním pobytu na Korfu byl vyslán do Bitoly. Odtud měl reforovat o náladách muslimského obyvatelstva a islámského kléru. Sám byl jmenován zástupcem vrchního muftího Mehmeda Zakerija Ćinary pro otázky občanské, aby mohl lépe působit na muslimy ve smyslu jejich podpory pro obnovení jihoslovanského státu. Na podzim 1918 byla prolomena soluňská fronta a severní část Makedonie byla znovu obsazena srbským vojskem. V únoru 1919 Rebac přijal místo tajemníka islámské sekce Ministerstva věr. Následně v listopadu 1920 se stal inspektorem téhož ministerstva a nakonec v létě 1923 vedoucím islámské sekce. Mezi muslimým duchovenstvem v Bosně a Hercegovině byl mimořádně neoblíbený a coby exponent srbské hegemonistické politiky působil zejména na pacifikaci muslimských věřících v tzv. Jižním Srbsku, Kosovu a Makedonii. Sám byl dlouholetým podporovatelem Demokratické strany Ljubomira Davidoviće.
S ideovými souputníky Hasanem Hodžićem a Šukrijou Kurtovićem založil časopis Budućnost (Budoucnost), tiskový orgán tzv. Organizace pokrokových muslimských nacionalistů, který vycházel v Sarajevu v letech 1919–1920. V tomto periodiku zastával názory, že muslimové v Bosně a Hercegovině by se měli sblížit se Srby, resp. přijmout srbskou národní myšlenku. Současně Rebac vystupoval jako ochránce zájmů muslimů v novém státě a zejména islámské věřící v Sandžaku zrazoval od záměrů vystěhovat se do Turecka. Z této pozice měl významný podíl na znovuotevření reformované Velké medresy ve Skopji (fungovala od 1925 do 1941). Roku 1923 Rebac společně s Abduselamem Džumhurem a vlivnými srbskými intelektály inicioval vznik bělehradské pobočky muslimského podpůrného spolku Gajretu, jen formálně spojené se sarajevským ústředím. V jugoslávské metropoli následně roku 1932 vznikl studentský konvikt, v němž pobývali mladí muslimové studující na Bělehradské univerzitě.
Roku 1929 Rebac odmítl veřejně podpořit zavedení královské dikatury krále Alexandra I., načež byl degradován a poslán do Skopje. Roku 1930 se stal ředitelem Vakufského ředitelství ve Skopji. Z tohoto místa byl roku 1934 odvolán pro spory s ministerským předsedou Bogoljubem Jevtićem. V parlamentních volbách roku 1935 podporoval koalici Sdružené opozice pod vedením Vladka Mačeka. Roku 1936, kdy byla vydána nová ústava islámského společenství v Jugoslávii se bránil posilování vlivu Jugoslávské muslimské organizace, která roku 1935 vstoupila do vlády, na chod duchovní obce a roku 1938 dokonce odmítl podepsat pověřovací listinu, menšuru, pro nového reisa Fehima Spahu.
Po německé invazi a rozpadu Jugoslávie roku 1941 s manželkou pobýval v Trsteniku a následně v obci Vrnjačka Banja a nakonec od roku 1943 v Bělehradě. Po skončení války se aktivně zapojil do politického života. Byl též zvolen za poslance Svazové skupštiny (1945–1946). Jednu doby žil v Sarajevu, kde vykonával funkci tajemníka muslimského spolku Preporod (Obrození). Zřejmě v době po zrušení spolku (1949) se vrátil do Bělehradu, kde následně i zemřel.
Hasan Rebac se na jaře 1921 oženil s Anicou Savić (1892–1953), srbskou spisovatelkou, historičkou a filozofkou. Manželství zůstalo bězdětné. Anica nedlouho po smrti svého manžela spáchala sebevraždu.

## Dílo
Publicistika
- Početak emancipovanja Srpkinje muslimanske vere (Začátek emancipace Srbsky muslimské víry, Beograd 1925)
- Naši građani muslimanske vere (Naši spoluobčané muslimské víry, In: Letopis Matice srpske, č. 1–2, 1925, s. 42–51)
- Srbi muslimanske vere u Bosni i Hercegovini: politička prošlost (Srbové muslimské víry v Bosně a Hercegovině: politická minulost, In: Letopis Matice srpske, č. 2–3, 1925, s. 109–118)
- Šta je ometalo i ometa bratsku slogu Srba muslimanske i pravoslavne vere: predavanje Hasana M. Rebca održano 12. maja 1930 godine u Mostaru (Co bránilo a brání bratrství mezi Srby muslimské a pravoslavné víry: přednáška Hasan M. Rebce proslovená 12. května 1930 v Mostaru, Beograd 1930)
- Otvoreno pismo Fehimu efendiji Spahi, gospodinu na preuzvišenoj reis-ul-uleminoj stolici (Otevřený dopis Fehim-efendijovi Spahovi, pánovi na ctihodné stolici reisu-l-ulemy, Mostar 1938)
- Kako ćemo vratiti i očuvati našu versku autonomiju?: predavanje Hasana Rebca, člana vakufskog i šerijatskog sabora u Skoplju, načelnika Min. pravde u penz. održano u Sarajevu 3/IX-1940 god. (Jak uhájíme naši náboženskou autonomii?: přednáška Hasana Rebce, člena vakufského a šarí‘atského sněmu ve Skopji, proslovená 3. 9. 1940, ? 1940)